# Schildkogel
Der Schildkogel (2826 m ü. A.) ist ein Berggipfel im Gschlößkamm der Venedigergruppe im Norden Osttirols (Gemeinde Matrei in Osttirol).

## Lage
Der Schildkogel ist ein Gipfel im äußersten Osten des Gschlößkamms zwischen dem Schnitzkogel (2911 m ü. A.) im Westen und dem Törleskogel (2710 m ü. A.) im Nordosten. Der Schildkogel befindet sich dabei im langen, auslaufenden Ostgrat des Schnitzkogels, während der Schildkogel-Nordostgrat über den Törleskogel und die Scharte „'s Törle“ bis zum Spitzkogel (2606 m ü. A.) führt. Zwischen dem nordwestlich gelegenen Wildenkogel sowie Schild- und Törleskogel liegt der Wildensee. Auf Grund seiner Abgelegenheit wird der Schildkogel selten bestiegen, im Norden führt der Wildenkogelweg an ihm vorbei.